# یون نونوایلر
یون نونوایلر (رومانیایی: Ion Nunweiller; ۹ ژانویهٔ ۱۹۳۶ – ۳ فوریهٔ ۲۰۱۵) بازیکن و مربی فوتبال اهل رومانی بود.
از باشگاه‌هایی که در آن بازی کرده‌است می‌توان به باشگاه فوتبال فنرباغچه، باشگاه فوتبال بورسااسپور، و باشگاه فوتبال دینامو بخارست اشاره کرد.
وی همچنین در تیم ملی فوتبال رومانی بازی کرده‌است.